# ميخائيل شيلي
ميخائيل شيلي (بالإنجليزية: Michael Shelley)‏ هو رياضياتي أمريكي، ولد في 17 أغسطس 1959 في كولورادو في الولايات المتحدة.